# Gare d'Havré
Ne pas confondre avec les gares havraises (Le Havre, Le Havre-Graville et Le Havre-Maritime), en France.
La gare d'Havré est une gare ferroviaire belge de la ligne 118, de La Louvière-Centre à Mons, située à Havré, section de la commune de Mons, dans la Province de Hainaut en Région wallonne.
C'est une halte voyageurs de la Société nationale des chemins de fer belges (SNCB) desservie par des trains Omnibus (L) et Heure de pointe (P).

## Situation ferroviaire
La gare d'Havré est située au point kilométrique (PK) 9.1 de la ligne 118, de La Louvière-Centre à Mons entre les gares de Thieu et Obourg.

## Histoire
La station de Havré-Ville est mise en service le 1er juin 1849 par la Société des chemins de fer de Namur à Liège et de Mons à Manage avec leurs extensions, lorsqu'elle inaugure la section de Bracquegnies à Nimy de sa ligne de Manage à Mons.
Lorsque la compagnie est reprise à bail par les Compagnie des chemins de fer du Nord (Français), le Gouvernement impose que les Chemins de fer de l'État belge, future SNCB, deviennent l'exploitant des lignes hennuyères du "Mons-Manage.
Le bâtiment de la gare est reconstruit dans les années 1860 par un bâtiment standard "État belge" de quatre travées. Des travaux d'améliorations ont lieu en 1887 et, en 1898, il fait l'objet d'un exhaussement et sa disposition est modifiée avec une toiture simplifiée, sans pignons à gradins, complété par deux ailes basses symétriques sans doute ajoutées ultérieurement.
Lors de l’électrification de la ligne en 1980, toutes les gares d’origine sont démolies. Celle d'Havré est alors dotée d'un bâtiment moderne à toit plat et un étage, divisé en deux parties : une partie technique plus large, à petites fenêtres et une salle d'attente dotée de guichets et de grandes baies vitrées.
Depuis la fermeture des guichets, le bâtiment est vacant et vandalisé.

## Service des voyageurs

### Accueil
Halte SNCB, c'est un point d'arrêt non géré (PANG) à accès libre.
Les quais sont situés en quinconce de part et d'autre du passage à niveau routier.

### Desserte
Havré est desservie par des trains Omnibus (L) et Heure de pointe (P) de la SNCB, qui effectuent des missions sur la ligne commerciale : 118 (Mons - Charleroi),.
En semaine, la gare est desservie toutes les heures par des trains L reliant La Louvière-Sud à Quévy via Mons.
Il existe également trois trains supplémentaires d'heure de pointe (P) :
- un train P La Louvière-Sud - Mons, le matin ;
- un train P Manage - La Louvière-Centre - Quévy, le matin ;
- un train P Mons - La-Louvière-Centre - Manage, l'après-midi.

Les week-ends et jours fériés, la gare est seulement desservie toutes les deux heures par des trains L entre La Louvière-Sud et Mons.

## Comptage voyageurs
Le graphique et le tableau montrent le nombre de passagers qui en moyenne embarquent durant la semaine, le samedi et le dimanche.
| Nombre de voyageurs qui embarquent à la gare de Havré | Nombre de voyageurs qui embarquent à la gare de Havré | Nombre de voyageurs qui embarquent à la gare de Havré | Nombre de voyageurs qui embarquent à la gare de Havré |
|                                                       | Semaine                                               | Samedi                                                | Dimanche                                              |
| ----------------------------------------------------- | ----------------------------------------------------- | ----------------------------------------------------- | ----------------------------------------------------- |
| 1977                                                  | 283                                                   | 66                                                    | 58                                                    |
| 1978                                                  | 224                                                   | 52                                                    | 28                                                    |
| 1979                                                  | 194                                                   | 39                                                    | 26                                                    |
| 1980                                                  | 183                                                   | 37                                                    | 14                                                    |
| 1981                                                  | 212                                                   | 26                                                    | 14                                                    |
| 1982                                                  | 218                                                   | 58                                                    | 28                                                    |
| 1983                                                  | 273                                                   | 40                                                    | 17                                                    |
| 1984                                                  | 218                                                   | 33                                                    | 19                                                    |
| 1985                                                  | 274                                                   | 45                                                    | 37                                                    |
| 1986                                                  | 130                                                   | 24                                                    | 14                                                    |
| 1987                                                  | 214                                                   | 24                                                    | 18                                                    |
| 1988                                                  | 181                                                   | 46                                                    | 38                                                    |
| 1989                                                  | 155                                                   | 44                                                    | 29                                                    |
| 1990                                                  | 165                                                   | 65                                                    | 56                                                    |
| 1991                                                  | 170                                                   | 62                                                    | 31                                                    |
| 1992                                                  | 213                                                   | 52                                                    | 39                                                    |
| 1993                                                  | 131                                                   | 51                                                    | 55                                                    |
| 1994                                                  | 134                                                   | 32                                                    | 20                                                    |
| 1995                                                  | 97                                                    | 3                                                     | 7                                                     |
| 1996                                                  | 107                                                   | 22                                                    | 7                                                     |
| 1997                                                  | 100                                                   | 8                                                     | 9                                                     |
| 1998                                                  | 104                                                   | 12                                                    | 12                                                    |
| 1999                                                  | 92                                                    | 10                                                    | 12                                                    |
| 2000                                                  | 95                                                    | 14                                                    | 17                                                    |
| 2001                                                  | 92                                                    | 12                                                    | 4                                                     |
| 2002                                                  | 70                                                    | 10                                                    | 10                                                    |
| 2003                                                  | 74                                                    | 14                                                    | 7                                                     |
| 2004                                                  | 75                                                    | 18                                                    | 14                                                    |
| 2005                                                  | 85                                                    | 16                                                    | 12                                                    |
| 2006                                                  | 97                                                    | 6                                                     | 12                                                    |
| 2007                                                  | 72                                                    | 11                                                    | 7                                                     |
| 2008                                                  | -                                                     | -                                                     | -                                                     |
| 2009                                                  | 109                                                   | 10                                                    | 5                                                     |
| 2010                                                  | -                                                     | -                                                     | -                                                     |
| 2011                                                  | -                                                     | -                                                     | -                                                     |
| 2012                                                  | 93                                                    | 14                                                    | 13                                                    |
| 2013                                                  | 93                                                    | 11                                                    | 13                                                    |
| 2014                                                  | 98                                                    | 22                                                    | 16                                                    |
| 2015                                                  | 83                                                    | 13                                                    | 17                                                    |
| 2016                                                  | 60                                                    | 19                                                    | 9                                                     |
| 2017                                                  | 67                                                    | 13                                                    | 8                                                     |
| 2018                                                  | 63                                                    | 21                                                    | 14                                                    |
| 2019                                                  | 90                                                    | 8                                                     | 24                                                    |
| 2020                                                  | 61                                                    | 21                                                    | 15                                                    |
| 2021                                                  | -                                                     | -                                                     | -                                                     |
| 2022                                                  | 87                                                    | 21                                                    | 45                                                    |
| 2023                                                  | 97                                                    | 30                                                    | 32                                                    |
| 2024                                                  | 94                                                    | 26                                                    | 24                                                    |